# Слапно
Слапно је насељено место у саставу града Озља у Карловачкој жупанији, Хрватска. До територијалне реорганизације у Хрватској налазило се у саставу старе општине Озаљ.

## Становништво
На попису становништва 2011. године, Слапно је имало 275 становника.

## Попис1991.
На попису становништва 1991. године, насељено место Слапно је имало 365 становника, следећег националног састава:
| Попис 1991.‍ | Попис 1991.‍ | Попис 1991.‍ | Попис 1991.‍ | Попис 1991.‍ |
| ----------- | ----------- | ----------- | ----------- | ----------- |
|             |             |             |             |             |
| Хрвати      | Хрвати      |             | 363         | 99,45%      |
| Словаци     | Словаци     |             | 1           | 0,27%       |
| Срби        | Срби        |             | 1           | 0,27%       |
| укупно: 365 |             |             |             |             |